# Xã Mill Creek, Quận Lycoming, Pennsylvania
Xã Mill Creek (tiếng Anh: Mill Creek Township) là một xã thuộc quận Lycoming, tiểu bang Pennsylvania, Hoa Kỳ. Năm 2010, dân số của xã này là 604 người.